# Buteo japonicus
El busardo japonés (Buteo japonicus) es una especie de ave accipitriforme de la familia Accipitridae propia de Asia. A veces es considerada una subespecie del ratonero común (Buteo buteo).

## Distribución
Se distribuye a través de Mongolia, China, Japón y algunas islas costeras y, al menos varias poblaciones, invernan en el sudeste asiático.

## Subespecies
Se reconocen tres subespecies:
- B. j. japonicus Temminck & Schlegel, 1844 en Asia central y oriental hasta Japón;
- B. j. toyoshimai Momiyama, 1927 en las islas Izu y Bonin al sur de Japón;
- B. j. oshiroi Kuroda, Nagahisa, 1971 en las islas Daitō al sur de Japón.